# Mazipredon
A mazipredon gyulladáscsökkentő és viszketéscsillapító hatású nem halogénezett glükokortikoid.

## Készítmények
- Mycosolon (Richter)